# Dugesia praecaucasica
Dugesia praecaucasica is een platworm (Platyhelminthes). De worm is tweeslachtig. De soort leeft in of nabij zoet water.
Het geslacht Dugesia, waarin de platworm wordt geplaatst, wordt tot de familie Dugesiidae gerekend. De wetenschappelijke naam van de soort werd, als Dugesia gonocephala praecaucasica, voor het eerst geldig gepubliceerd in 1958 door Porfirieva.